# Heizungsanlagen-Verordnung
Die Heizungsanlagen-Verordnung (HeizAnlV) war eine deutsche Rechtsverordnung, die Bestimmungen zur Energieeinsparung sowie Vorschriften für Niedertemperaturkessel und Thermostatventile enthielt.
Mit ihr wurde u. a. die Richtlinie 92/42/EWG […] vom 21. Mai 1992 über die Wirkungsgrade von mit flüssigen oder gasförmigen Brennstoffen beschickten neuen Warmwasserheizkesseln (ABl. Nr. L 167 S. 17, L 195 S. 32), geändert durch Artikel 12 der Richtlinie 93/68/EWG […] vom 22. Juli 1993 (ABl. EG Nr. L 220 S. 1), soweit sich die Regelungen auf die Inbetriebnahme von Heizkesseln bezogen, in deutsches Recht umgesetzt.
Die letzte Neubekanntmachung der HeizAnlV stammt vom 4. Mai 1998 (BGBl. I S. 851).
Zum 1. Februar 2002 gingen die Regelungen der Heizungsanlagen-Verordnung und der Wärmeschutzverordnung vom 16. August 1994 (BGBl. I S. 2121) in der Energieeinsparverordnung auf.